# NGC 1246
NGC 1246 este o galaxie eliptică situată în constelația Orologiul. A fost descoperită în 2 noiembrie 1834 de către John Herschel. Se află la o distanță de 73,7 de megaparseci de Pământ.